# Črenšovci
Črenšovci (IPA:  [tʃɾeːnʃɔu̯tsi]) è un comune di 4 310 abitanti, della regione statistica della Murania della Slovenia.

## Geografia antropica

### Insediamenti
Il comune è diviso in 5 insediamenti (naselja):
- Dolnja Bistrica
- Gornja Bistrica
- Srednja Bistrica
- Trnje
- Žižki